# Tiefenbach (Baden-Württemberg)
Tiefenbach è un comune tedesco di 537 abitanti situato nel land del Baden-Württemberg.